# Saison brune
Saison brune est une bande dessinée en noir et blanc de Philippe Squarzoni publiée en 2012 par Delcourt. L'auteur a reçu en 2012 le prix Léon de Rosen par l'Académie française pour sa contribution à la compréhension et à la diffusion des valeurs que recouvre la notion de respect de l'environnement.

## Synopsis
C'est en écrivant la BD Dol que Philippe Squarzoni se penche sur le bilan environnemental de la politique de droite française des années 2000. Ne connaissant pas bien la thématique du réchauffement climatique, il s'interroge sur la nécessité d'un ouvrage spécifique sur le sujet, avant de consacrer six années à l'écriture de Saison brune, parue en mars 2012. Cette enquête est faite de lectures, d'entretiens avec des spécialistes et de questionnements personnels. 
Le titre « Saison brune » correspond à la cinquième saison, dite « brune » dans l’État américain du Montana, période d’incertitude entre l’hiver et le printemps,. L'auteur compare cette période à l'indécision des décideurs concernant les politiques de lutte contre le réchauffement climatique au cours des années 2000 et 2010.
L'auteur, qui écrit à la première personne son enquête, s'appuie sur les rapports du GIEC (Groupe d'experts intergouvernemental sur l'évolution du climat) et interviewe plusieurs spécialistes[réf. nécessaire] : scientifiques, journalistes...
- Hervé Le Treut, climatologue, directeur de l'institut Pierre Simon Laplace ;
- Jean Jouzel, directeur au laboratoire des sciences du climat et de l'environnement ;
- Hervé Kempf, journaliste au Monde, spécialiste des questions d'environnement ;
- Jean-Marc Jancovici, ingénieur spécialiste de la thématique énergie-climat, coauteur du bilan carbone ;
- Stéphane Hallegatte, économiste et ingénieur climatologue, qui a participé au quatrième rapport du GIEC ;
- Hélène Gassin, spécialiste des questions de l'environnement et coauteure de So Watt ? L'énergie : une affaire de citoyens.

L'album aborde de façon détaillée et vulgarisée la mutation écologique sous ses aspects scientifiques (par exemple, le changement climatique dû aux émissions de gaz à effet de serre), économiques (le modèle capitaliste de surconsommation), sociaux (l'accroissement des inégalités sociales liées au changement climatique) et politiques (l'oligarchie financière, dissimulée sous le masque démocratique; l'espoir d'une décision démocratique et le spectre d'une contrainte dictatoriale). 
Le questionnement à la première personne personnalise les informations techniques, puisque sont abordées les thématiques auxquelles chacun est confronté lorsqu'il s'intéresse à la mutation écologique : la conscience de l'urgence face à la mutation écologique face à la conscience de l'inanité de l'action individuelle ; les dilemmes quotidiens (voyage en avion, ou pas ? combien par année ?) ; l'impuissance des démocraties face à l'hégémonie de la surconsommation ; la conscience qu'il reste une chance à saisir, et la quasi-certitude que rien ne se fera en liberté, qu'il faudra attendre la catastrophe, et là...

## Récompenses
- 2012 : prix Léon de Rosen par l'Académie française pour sa contribution à la compréhension et à la diffusion des valeurs que recouvre la notion de respect de l'environnement[4].
- 2012 : Prix du Jury du Festival de Lyon BD 2012[4].